# マルティン・クレー
マルティン・クレー（Martin Kree, 1965年1月27日 - ）は、ドイツの元サッカー選手。ポジションはディフェンダー。

## 経歴
選手として在籍したVfLボーフム、バイエル・レバークーゼン、ボルシア・ドルトムントの全てでレギュラーとして活躍したセンターバック。ドルトムント時代にはUEFAチャンピオンズリーグ 1996-97とインターコンチネンタルカップ 1997の優勝に貢献した。